# Ливези (Долж)
Ливези (рум. Livezi) насеље је у Румунији у округу Долж у општини Подари. Oпштина се налази на надморској висини од 71 m.

## Становништво
Према подацима из 2002. године у насељу је живело 876 становника, од којих су сви румунске националности.